# Cortestina thaleri
Genre
Espèce
Cortestina thaleri, unique représentant du genre Cortestina, est une espèce d'araignées aranéomorphes de la famille des Oonopidae.

## Distribution
Cette espèce se rencontre en Autriche au Tyrol, en Italie dans la province autonome de Bolzano et en Espagne en Andalousie,,.

## Description
Les mâles mesurent de 0,97 à 1,27 mm et la femelle 1,11 mm.

## Systématique et taxinomie
Cette espèce a été décrite par Knoflach en 2009.
Ce genre a été décrit par Knoflach en 2009 dans les Oonopidae.

## Étymologie
Cette espèce est nommée en l'honneur de Konrad Thaler.

## Publication originale
- Knoflach, Pfaller & Stauder, 2009 : « Cortestina thaleri - a new dwarf six-eyed spider from Austria and Italy (Araneae: Oonopidae: Oonopinae). » Contributions to Natural History, vol. 12, no 2, p. 743-771 (texte intégral).